# Apertochrysa triactinata
Apertochrysa triactinata is een insect uit de familie van de gaasvliegen (Chrysopidae), die tot de orde netvleugeligen (Neuroptera) behoort. 
Apertochrysa triactinata is voor het eerst wetenschappelijk beschreven door New in 1980.